# Anders Jönsson (skulptör)
Anders Jönsson, född 25 december 1883 i Gärdslövs församling på Söderslätt, Malmöhus län, död 5 december 1965 i Stockholm, var en svensk skulptör.

## Biografi
Anders Jönsson studerade konst i Stockholm och München, och från 1908 i Paris, där han senare bosatte sig under flera år. Från en stram form i början av 1910-talet övergick han till en mer realistisk stil i bland annat djurskulpturer, porträttbyster, fontäner och grupper.

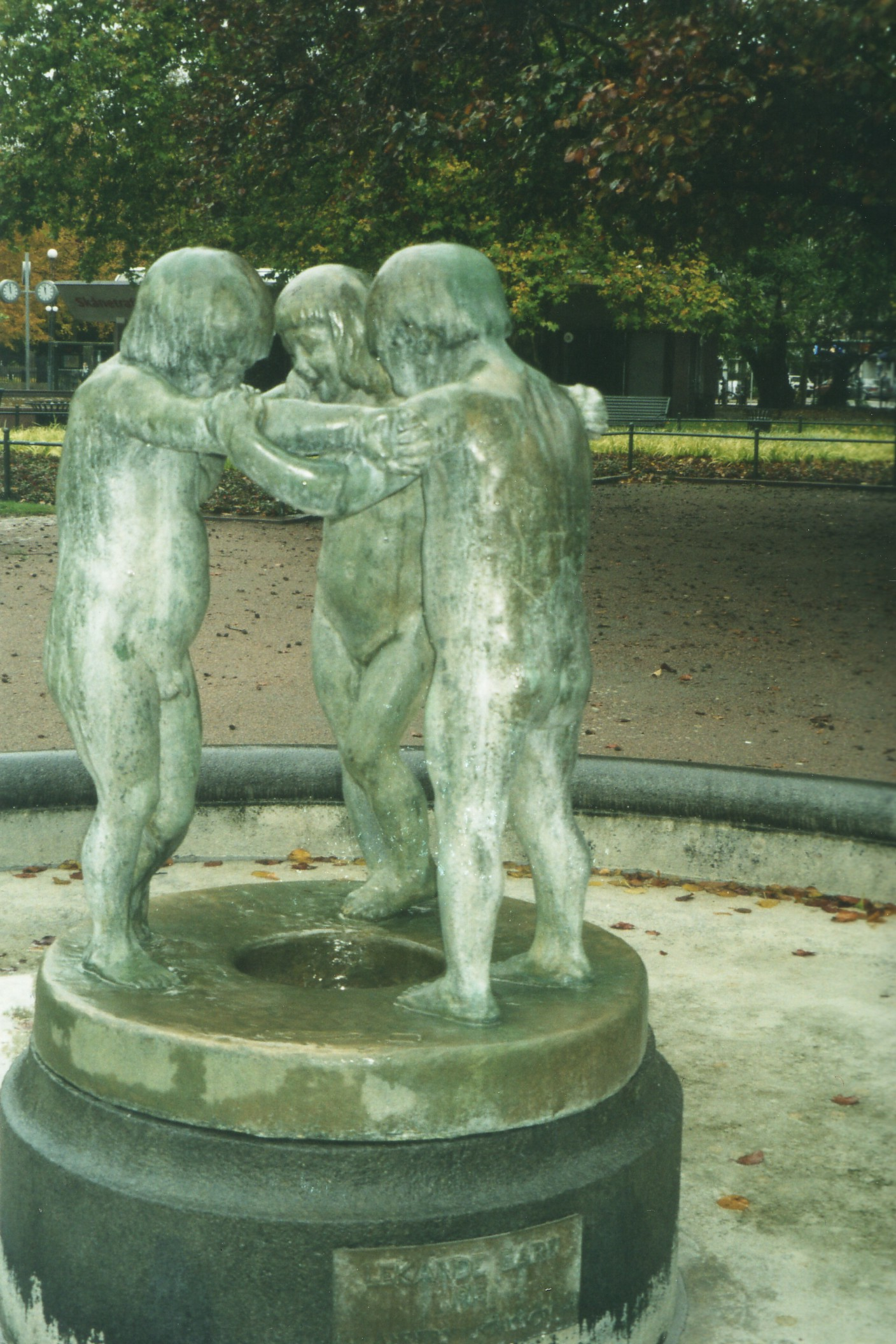
Fontänen Lekande barn, 1914, vid Gustav Adolfs torg i Malmö.

Som prov på hans äldre, Rodin-influerade konst märks Kvinnotorso (1911) på Malmö museum, huggen i marmor. Några år därefter följde den lätt humoristiska fontänen Duschen och hans byst av Pehr Henrik Ling, båda placerade i Malmö. En annan fontän som också är placerad i Malmö är Lekande barn (1914). Som modell för flickan i skulpturgruppen stod Bianca Wallin (1909-2006), då fem år gammal och dotter till konstnären David Wallin (1876-1957). Skulpturgruppen visades vid Baltiska utställningen i Malmö 1914 och köptes av färghandlaren Eugén Wingård. För att fira sitt 25-årsjubileum som handlare i Malmö, skänkte han statyn till staden tillsammans med pengar att bygga bassängen. Skulpturen invigdes 1915.
En mer förenklad, tung stil utvecklades i senare arbeten, främst representerad i skulpturen L'Humanité (1917). Jönsson var särskilt framstående som porträttör och djurskulptör. Han tillhörde konstnärsgruppen de tolv.
Prometheus (1931) är en 90 cm hög marmorskulptur i halvfigur, som 1942 inköptes av Östergötlands museum i Linköping. Som jämförelse kan nämnas Ivar Johnssons skulptur Prometheus (1954) som är en bronsskulptur placerad i Nyköping och som invigdes 1954. Anders Jönsson finns representerad vid bland annat Nationalmuseum i Stockholm.
Anders Jönsson var först gift med den norska konstnären Sara Fabricius, mera känd under sin författarpseudonym Cora Sandel. Han var sedan gift med Beatrice Reif-Jönsson. Bland barnen märks Vanna Beckman, född 1938.

## Offentliga verk i urval
- Fontänen Lekande barn (1914) på Gustav Adolfs torg i Malmö.
- Elementens kamp (1930), vid Redbergsplatsen i Göteborg
- Två generationer (1937) vid Brunnsviks folkhögskola
- Sagan om Narcissos (1952), brons, NKR:s entré i Huskvarna
- Flicka i aftonsol (1955) i Vanadislunden i Stockholm
- Barn med fisk, brons, Kavlagården, Jönköpingsvägen i Huskvarna
- porträttbyster av Hjalmar Branting, Prins Eugen och kung Gustaf V
- Prometheus (1931) – en marmorskulptur i Östergötlands museum i Linköping

## Bildgalleri

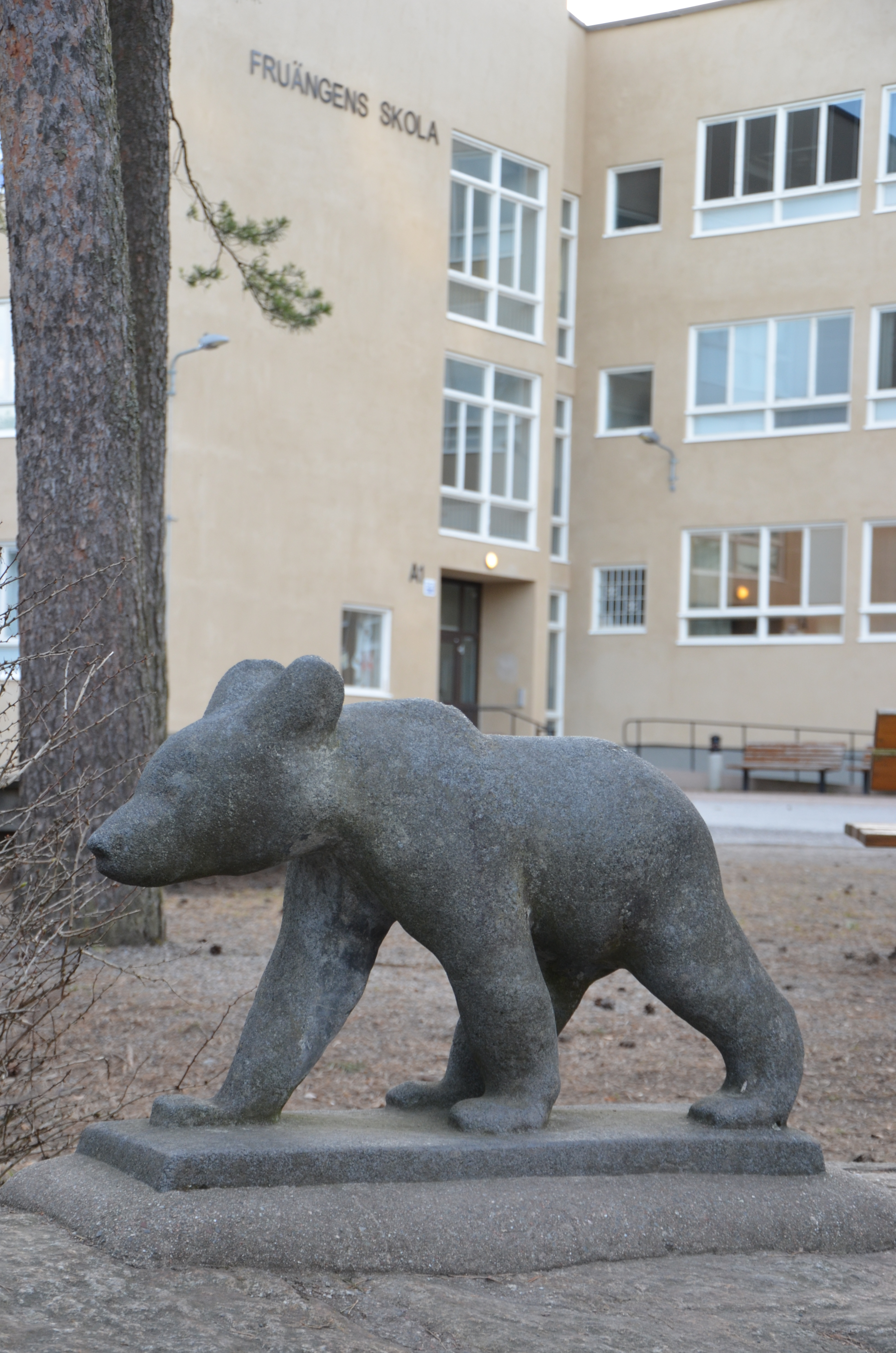
Björnunge på Fruängens skolas skolgård i Hägersten-Älvsjö stadsdelsområde, Stockholm.
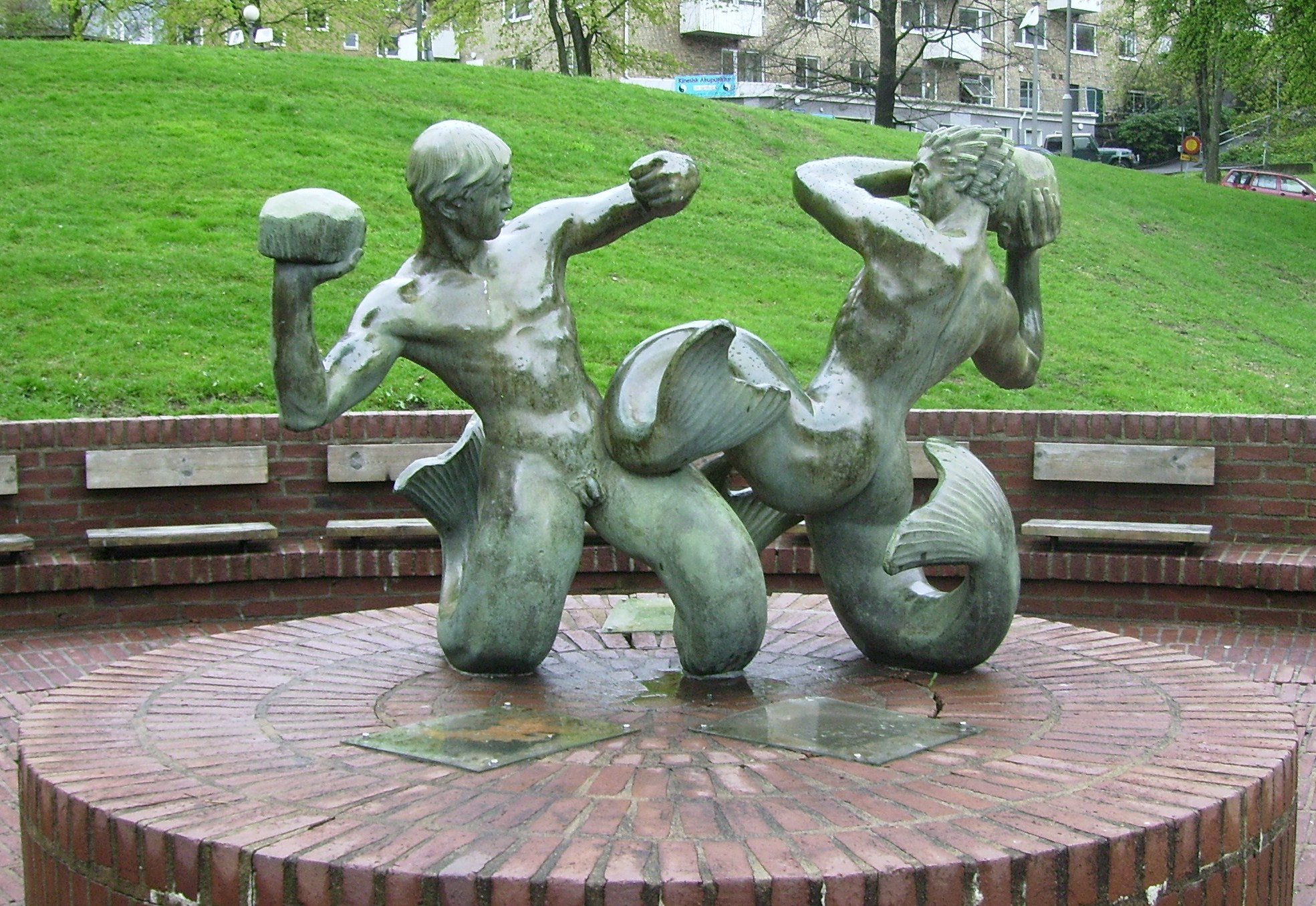
Elementens kamp, 1930, en fontängrupp i brons vid Redbergsplatsen i Göteborg. Skulpturgruppen är omkring en meter hög.
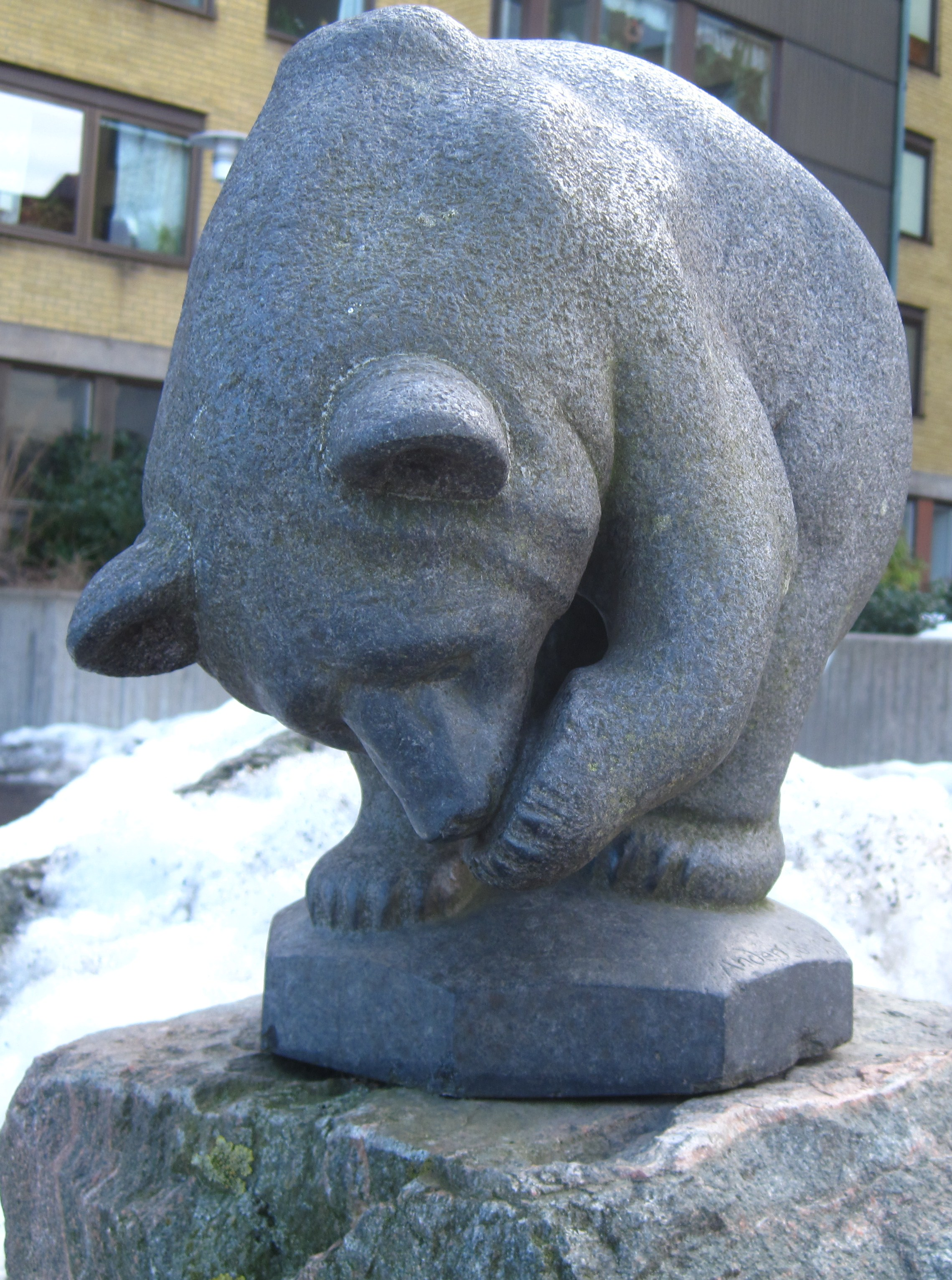
Nalle, 1931, vid Fjällgatan i Masthugget i Göteborg.
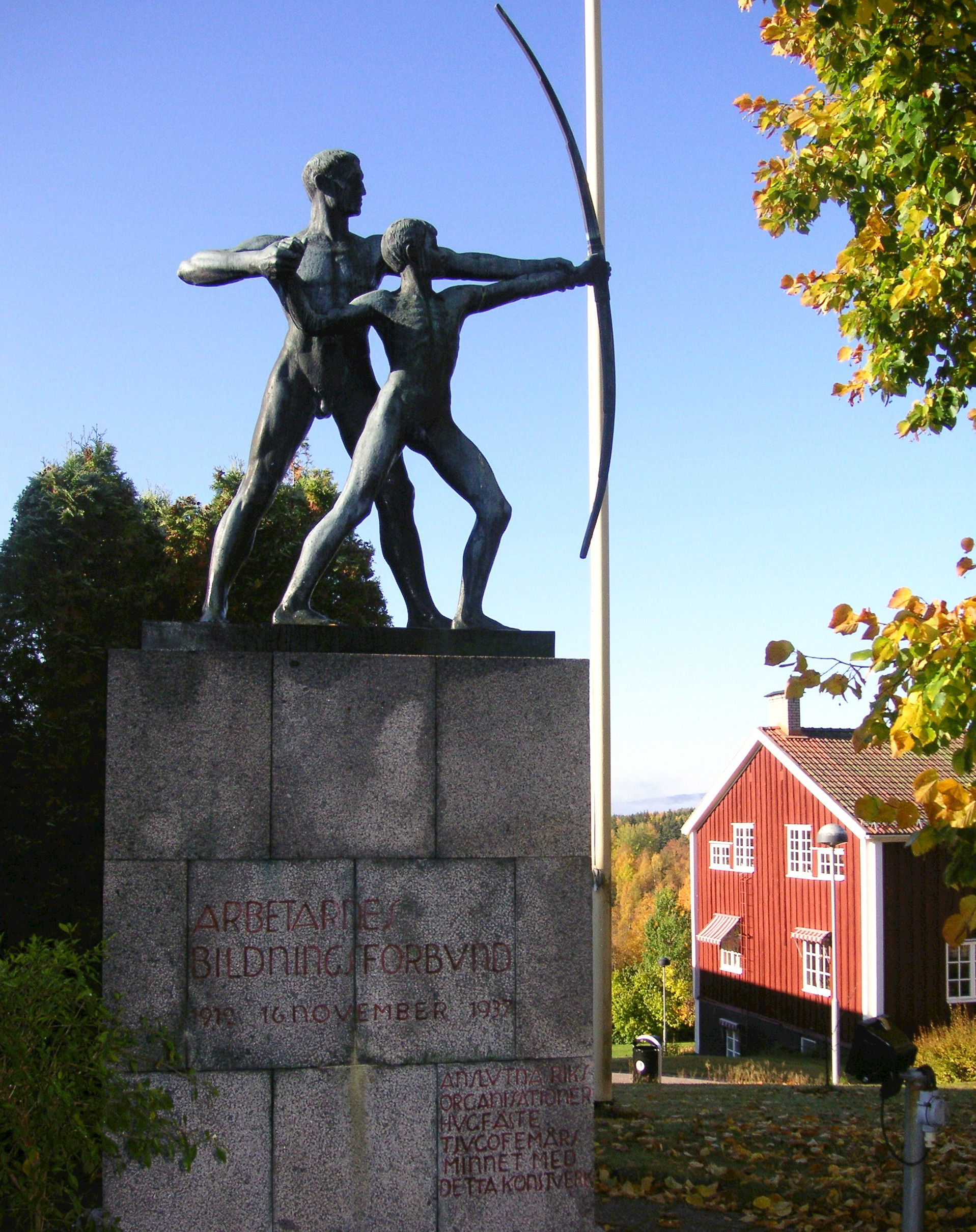
Två generationer, 1937, Brunnsviks folkhögskola i Dalarna.
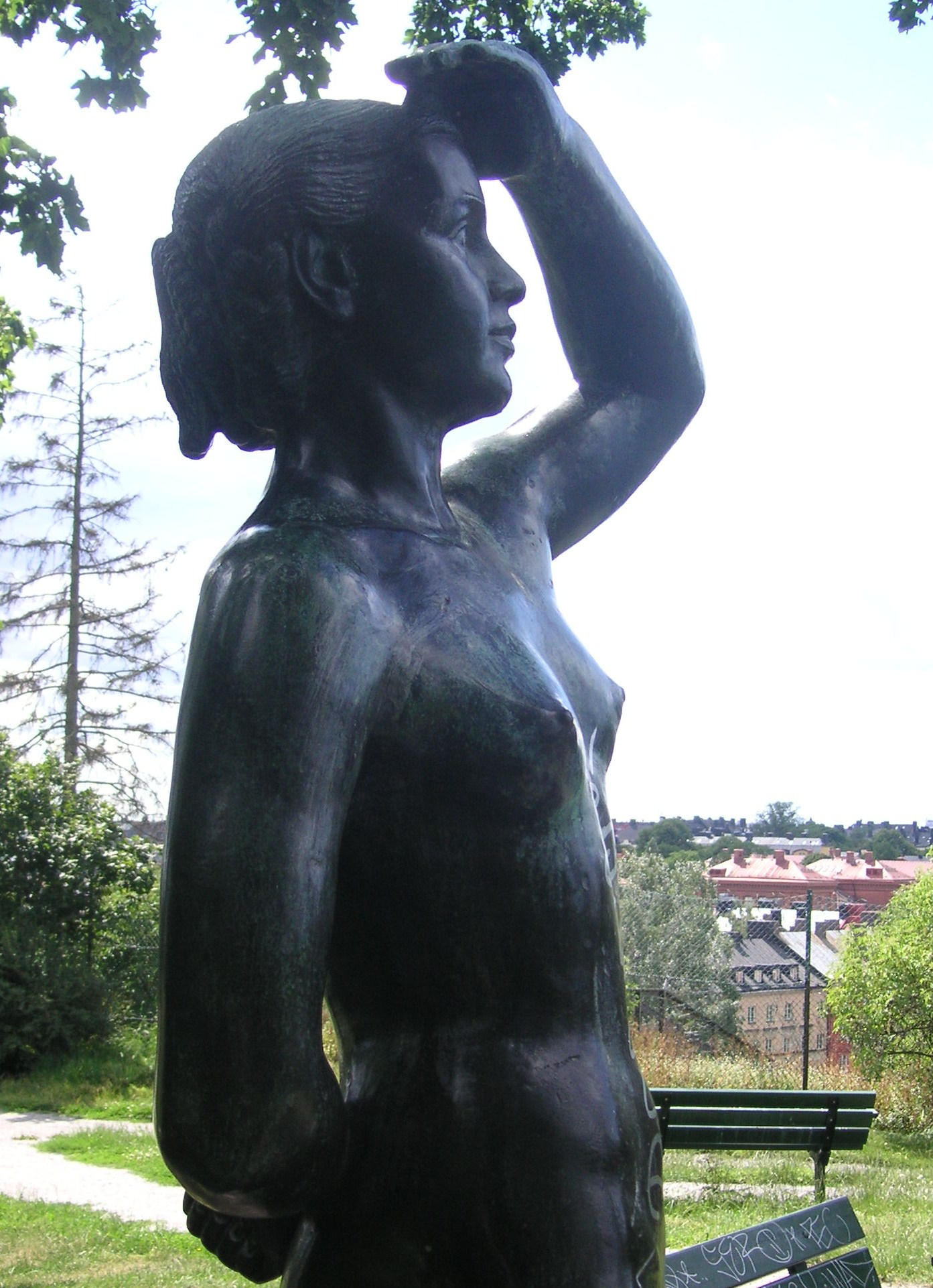
Flicka i aftonsol, 1955, Vanadislunden, Vasastan, Stockholm.
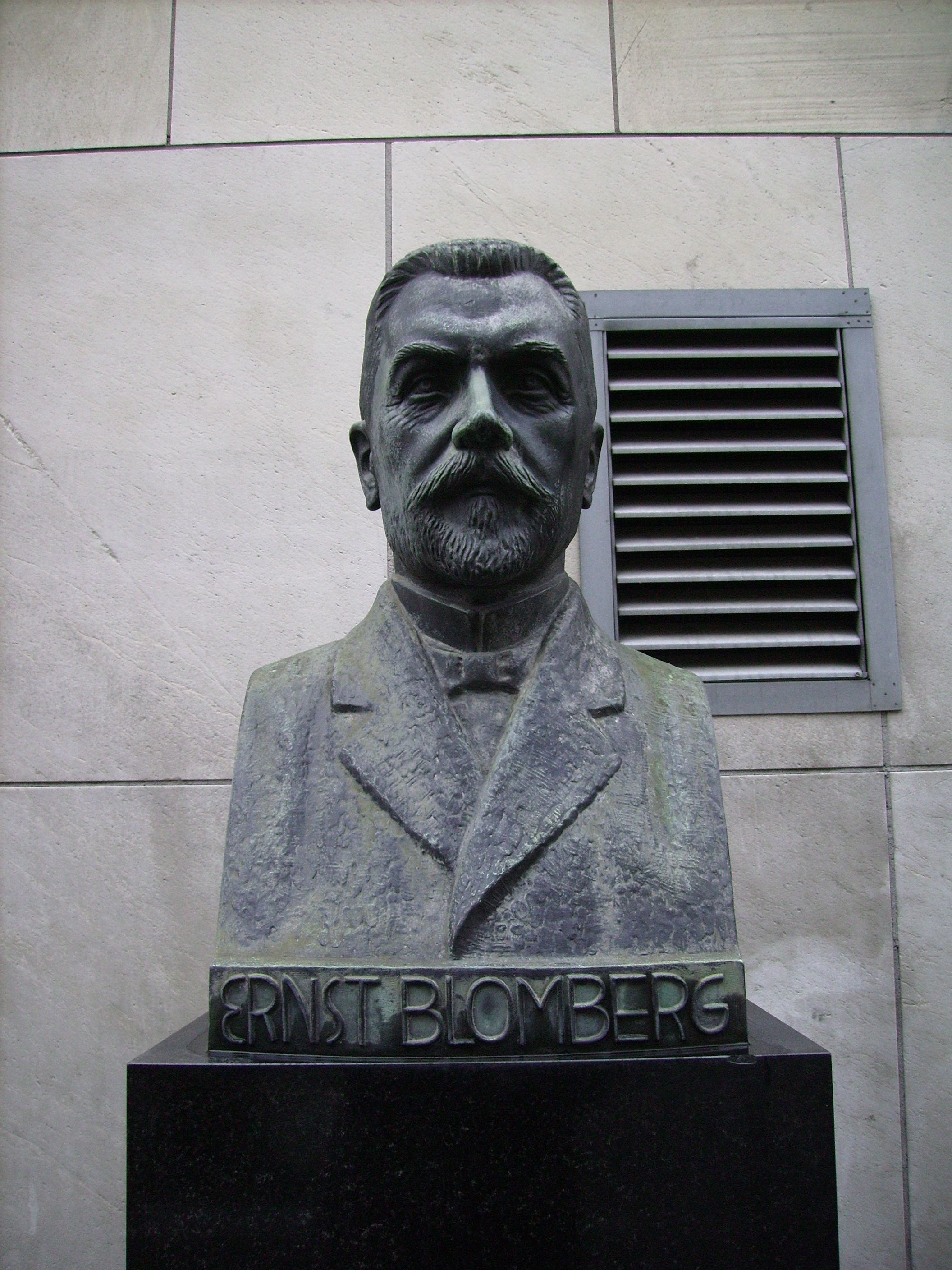
Ernst Blomberg, 1956, byst i brons, Olof Palmes gata 11, Stockholm.